# Předběžné šetření
Předběžné šetření je důležitou součástí řízení o pozůstalosti. Podle zákona o zvláštních řízeních soudních soud, resp. notář jako soudní komisař v něm nejprve provádí všechny úkony potřebné pro zjištění stavu zůstavitelova jmění a pro zjištění dědiců, odkazovníků, vykonavatele závěti, správce pozůstalosti a dalších osob, o jejichž práva a povinnosti v řízení jde.

## Postup při předběžném šetření
Předběžné šetření následuje po zahájení pozůstalostního řízení soudem poté, kdy matriční úřad oznámí smrt fyzické osoby. Soud může pozůstalostní řízení zahájit také na návrh dědice, pokud zůstavitel žil a zemřel v zahraničí. Po zahájení řízení soud vydává usnesení o pověření notáře jako soudního komisaře, notář má pak během šetření postavení jako soud.
Soud nebo notář zjišťují obsah a stav všech listin, které jsou významné pro pozůstalostní řízení (např. závěť, listiny o vydědění nebo smlouvy o zřeknutí se dědického práva). O těchto zjištěních musí být sepsán protokol s připojenou ověřenou kopií jednotlivých listin. Nejdůležitější listiny jsou uloženy u soudu do Sbírky prohlášených pořízení pro případ smrti. Notářské zápisy jsou pak evidovány v Centrální evidenci závětí. Pokud zůstavitel projevil svou poslední vůli ústní formou, musí k jejímu zjištění být svoláno soudní jednání se svědky. Pokud zůstavitel stanovil v závěti správce pozůstalosti, vyrozumí je o tom soud a vyzve k plnění funkce.
Během předběžného šetření může soud nařídit závěru pozůstalosti. V takovém případě zajistí předpokládaný majetek zůstavitele u sebe, soudního komisaře nebo jiného vhodného schovatele, případně může majetek zapečetit v zůstavitelově bydlišti. Pokud během předběžného šetření zjistí, že zůstavitel vlastnil účet nebo vkladní knížky, může z nich zakázat výplaty – podle zákona tím ale výslovně nejsou dotčena oprávnění zmocněnců na těchto účtech nakládat s peněžními prostředky.
Pokud během předběžného šetření soud zjistí, že zůstavitel má pohledávky, dlužníci zůstavitele plnění pohledávek skládají do úschovy soudu. Soud dlužníky zůstavitele musí upozornit, že pokud budou plnění pohledávek platit např. případným dědicům, nebude to znamenat splnění dluhu. Tento postup předchází situaci, kdy by dlužníci zůstavitele nevěděli, komu a jak mají plnit pohledávky. Díky tomuto pravidlu je posílena pozice dědiců před dlužníky zůstavitele oproti dřívější úpravě.

## Účastníci předběžného řízení
Předběžnému šetření jsou účastni notář nebo některý jeho pracovník (tajemnice, koncipienti). Jelikož účelem předběžného šetření je zjistit informace ohledně zůstavitelova majetku a příbuzenských poměrů, nejčastěji je přizván ten, kdo zařizuje pohřeb zůstavitele – blízký příbuzný nebo manžel/manželka. U předběžného šetření stačí přítomnost pouze jedné této osoby, ke konečnému jednání se přivolávají poté všichni dědicové.

## Protokol o předběžném šetření
Sepisuje se s osobou, u níž lze předpokládat poskytnutí základních údajů o zůstaviteli, jeho dědicích, majetku a dluzích, ze kterých bude možné v dalším řízení vycházet.
Při sepisování protokolu jsou zjišťovány, popřípadě ověřovány a doplňovány údaje
- o osobě zůstavitele;
- o osobách, které by přicházely v úvahu podle zákonné dědické posloupnosti;
- o pořízení pro případ smrti;
- o majetku zůstavitele;
- o nákladech pohřbu a vypraviteli pohřbu;
- o dluzích zůstavitele a jeho věřitelích.

Rozsah informací závisí samozřejmě na tom, s kým je protokol sepisován, zda s blízkým rodinným příslušníkem, nebo jen s cizí osobou. V praxi bývá protokol sepisován nejčastěji s osobou uvedenou v úmrtním listu nebo v jiném oznámení o úmrtí, popřípadě s manželkou, potomkem nebo předkem, zjištěnými z informačního systému evidence obyvatel. Notář dále zjišťuje, jestli je potřeba ustanovit některým účastníkům řízení opatrovníka a jestli existují důvody pro jmenování správce pozůstalosti.

## Podklady potřebné pro předběžné řízení
- Osobní průkaz či jiný doklad totožnosti;[4]
- závěť, listina o vydědění, listina o odvolání závěti zemřelého;
- přesné adresy s daty narození těch, kdo do dědického řízení automaticky spadají;
- vkladní knížky, doklady ke sporožirovým, běžným či devizovým účtům, doklady k bezpečnostní schránce;
- doklady o členství ve stavebním bytovém družstvu či jiném družstvu;
- dokumenty k vlastnictví nebo spoluvlastnictví nemovitého majetku – domu, chaty, garáže, bytu, pozemků;
- doklady (veškeré faktury a účtenky) o výši pohřebních výloh;
- doklady o půjčkách/dluzích zůstavitele – na předběžné šetření je nutné se dostavit i v případě, kdy se předvolaný domnívá, že zemřelý nezanechal žádný majetek;
- pokud zůstavitel vlastnil motorové vozidlo – velký technický průkaz.[7]

## Povinnosti a práva třetích osob
Práva a povinnosti třetích osob upravují § 141 až § 144 zákona č. 292/2013 Sb., o zvláštních řízeních soudních. Zjistí-li se, že zůstavitel zanechal listinu o pořízení pro případ smrti, o prohlášení o vydědění, o smlouvě o zřeknutí se dědického práva nebo o zrušení těchto právních jednání, popřípadě listinu o povolání vykonavatele závěti, o jmenování správce pozůstalosti, o smlouvě o manželském majetkovém režimu nebo o příkazech, podmínkách nebo jiných právních jednáních, které mohou mít význam pro nabytí pozůstalosti, musí být zajištěno jejich náležité zveřejnění. Následně se liší postup nakládání s těmito dokumenty podle toho, zda jde o notářský zápis nebo zda jde o jinak vyhotovenou listinu, kterou notář jen přijal do úschovy. Zároveň platí, že všichni účastníci mají právo na náhradu hotových výdajů spojených s výkonem jejich povinnosti – toto právo musí uplatnit do tří dnů od dne, kdy sdělení dojde soudu, jinak právo zanikne.
V případě, že zůstavitel měl zanechat pořízení pro případ smrti jen ústně, je třeba vyslechnout všechny svědky, před nimiž zůstavitel projevil svoji poslední vůli. Kromě svědků právních jednání zůstavitele soud může vyslechnout každého, kdo je informován o dědicích zůstavitele anebo o jiných osobách, které mohou mít právo na majetek z pozůstalosti (§ 145 až § 147 zákona č. 292/2013 Sb.).